# Opeatocerata rubida
Opeatocerata rubida är en tvåvingeart som beskrevs av Wheeler och Axel Leonard Melander 1901. Opeatocerata rubida ingår i släktet Opeatocerata och familjen dansflugor. Inga underarter finns listade i Catalogue of Life.